# Auzas
Auzas är en kommun i departementet Haute-Garonne i regionen Occitanien i södra Frankrike. Kommunen ligger i kantonen Saint-Martory som tillhör arrondissementet Saint-Gaudens. År 2022 hade Auzas 222 invånare.

## Befolkningsutveckling
Antalet invånare i kommunen Auzas
Referens:INSEE